# Rezerwat przyrody Kulikówka
Rezerwat przyrody „Kulikówka” – rezerwat przyrody położony na terenie gminy Dobrzyniewo Duże w województwie podlaskim. Znajduje się w obrębie otuliny Parku Krajobrazowego Puszczy Knyszyńskiej i jest najmniejszym rezerwatem tego parku.
- Powierzchnia według aktu powołującego: 10,88 ha (obecnie 9,98 ha[1])
- Rok powstania: 1987
- Rodzaj rezerwatu: florystyczny[1]
- Przedmiot ochrony: fragmenty łęgów w dolinie strumienia Kulikówka w Puszczy Knyszyńskiej z obfitym stanowiskiem pióropusznika strusiego[1].